# Taxeotis limbosa
Taxeotis limbosa är en fjärilsart som beskrevs av Turner 1933. Taxeotis limbosa ingår i släktet Taxeotis och familjen mätare. Inga underarter finns listade i Catalogue of Life.